# Isocitrato liasi
L'isocitrato liasi è un enzima numero EC 4.1.3.1 appartenente alla classe delle liasi, che catalizza la seguente reazione del ciclo del gliossilato:
isocitrato → succinato + gliossilato